# Koreamegops
Koreamegops é um gênero de aranha que viveu durante o período Cretáceo.

## Descoberta
O fóssil de Koreamegops foi encontrado na Formação Jinju, Coreia do Sul, sendo um dos 11 fósseis de aranhas já encontrados lá. Esse fóssil surpreendeu os pesquisadores, pois o tapetum do animal ainda brilhava. A descoberta esclarece um pouco mais sobre o comportamento primitivo das aranhas que, em número, são um dos predadores mais importantes da Terra moderna.